# Comité Zangger
 (juin 2024).
Si vous disposez d'ouvrages ou d'articles de référence ou si vous connaissez des sites web de qualité traitant du thème abordé ici, merci de compléter l'article en donnant les références utiles à sa vérifiabilité et en les liant à la section « Notes et références ».
Le comité Zangger (du nom de son premier président le suisse Claude Zangger) est un régime multilatéral de contrôle des exportations qui a été constitué en 1971 par des États exportateurs et producteurs de biens et technologies nucléaires, à la suite de l’entrée en vigueur du Traité de non-prolifération nucléaire (TNP).
L'objectif du Comité est de s’assurer que les technologies nucléaires exportées vers des États non dotés d’armes nucléaires qui n’ont pas adhéré au TNP, ne sont pas détournées à des fins militaires.
C'est précisément parce que le Comité ne se focalisait que sur les États qui ne sont pas parties du TNP que les États producteurs et exportateurs de technologies nucléaires ont décidé en 1974 de créer le Groupe des fournisseurs nucléaires, un nouveau régime multilatéral de contrôle des exportations couvrant les exportations nucléaires vers tous les États, qu'ils soient ou non parties du TNP.

## Historique
En 1971, le comité est créé, il est constitué par des États exportateurs et producteurs de biens et technologies nucléaires, à la suite de l’entrée en vigueur du Traité de non-prolifération nucléaire. Il prend le nom Zangger du nom de son premier président le suisse Claude Zangger[réf. souhaitée].

## Fonction
L'objectif du Comité est de s’assurer que les technologies nucléaires exportées vers des États non dotés d’armes nucléaires qui n’ont pas adhéré au TNP, ne sont pas détournées à des fins militaires.

## Adhésion
Le Comité Zangger comprend aujourd'hui[Quand ?] 39 États-membres : l'Afrique du Sud, l'Allemagne, l'Argentine, l'Australie, l'Autriche, la Belgique, la Biélorussie, la Bulgarie, le Canada, la Chine, la Corée du Sud, la Croatie, le Danemark, l'Espagne, les États-Unis, la Finlande, la France, la Grèce, la Hongrie, l'Irlande, l'Italie, le Japon, le Kazakhstan, le Luxembourg, la Norvège, la Nouvelle-Zélande, les Pays-Bas, la Pologne, le Portugal, la République tchèque, la Roumanie, le Royaume-Uni, la Russie, la Slovaquie, la Slovénie, la Suède, la Suisse, la Turquie et l'Ukraine.
La Commission européenne bénéficie du statut d'observatrice.